# Eduardo Ribeiro (Tennisspieler)
Eduardo Ribeiro (* 17. März 1998 in Santa Cruz do Sul) ist ein brasilianischer Tennisspieler.

## Karriere
Auf der ITF Junior Tour war Ribeiro wenig aktiv und platzierte sich nur außerhalb der Top 1000.
Bei den Profis spielte Ribeiro in der zweiten Hälfte von 2018 das erste Mal regelmäßig und war lange Zeit vor allem auf der drittklassigen ITF Future Tour aktiv. Anfangs war er vor allem im Doppel erfolgreich, wo er 2018 und 2019 je einen Titel gewann und erstmals in die Top 1000 der Weltrangliste einzog. Nach dem ersten Future-Halbfinale 2021 im Einzel zog Ribeiro 2022 in drei Future-Endspiele ein, die er allesamt gewann. Zwei Titel im Doppel kamen ebenfalls hinzu, sodass er sich erstmals in die Top 500 beider Wertungen spielte. Anfang 2023 gewann Ribeiro in der Qualifikation zu den Rio Open gegen die Nummer 129 Timofei Skatow. In Florianópolis schaffte er den ersten Erfolg auf der Challenger-Ebene und zog ins Halbfinale ein, was ihm wenig später in Medellin ein weiteres Mal gelang. Zusammen mit seinem vierten Future-Titel erreichte er sein Karrierehoch von Platz 316. Im Doppel kam er nach zwei Futuretitel in Lima an der Seite seines Landsmannes Mateus Alves zu seinem ersten Challengererfolg. Mit Diego Hidalgo und Cristian Rodríguez im Halbfinale und Nicolás Barrientos und Orlando Luz im Finale besiegten sie dabei zwei Paarungen der Top 100. Mit dem Titel sprang er das erste Mal in die Top 300 des Doppels.

## Erfolge
| Legende (Anzahl der Siege) |
| Grand Slam                 |
| ATP Finals                 |
| ATP Tour Masters 1000      |
| ATP Tour 500               |
| ATP Tour 250               |
| ATP Challenger Tour (1)    |

### Doppel

#### Turniersiege
| Nr. | Datum             | Turnier | Belag | Partner      | Finalgegner                    | Ergebnis         |
| --- | ----------------- | ------- | ----- | ------------ | ------------------------------ | ---------------- |
| 1.  | 11. November 2023 | Lima    | Sand  | Mateus Alves | Nicolás Barrientos Orlando Luz | 3:6, 7:5, [10:8] |